# Margarita Brender Rubira
Margarita Brender Rubira (Bucarest, 4 de julio de 1919-Barcelona, 11 de febrero de 2000), fue una de las primeras mujeres en licenciarse en arquitectura. 

## Trayectoria
Estudió arquitectura en Rumanía y posteriormente su título fue reconocido por la Escuela Técnica Superior de Barcelona.
En 1962 era la única mujer colegiada en el COAC (Colegio Oficial de Arquitectos de Cataluña) y durante muchos años fue la única que ejercía esta profesión en la provincia de Barcelona.
Su carácter cosmopolita y su bagaje cultural y vital la llevaron a defender un estilo de arquitectura vanguardista, según el cual el diseño de los espacios incide de manera cualitativa en una mejora de la vida de las personas que lo habitan. En una entrevista realizada por el diario La Prensa (6 de noviembre de 1962), ella misma apuntaba la influencia de la arquitectura mediterránea en sus proyectos y hablaba del interés que tenía por una arquitectura armónica que comenzara a planificar en el urbanismo y que mantuviera su coherencia, hasta prever una decoración acorde con las características de las usuarias y usuarios.
Margarita Brender dio, a lo largo de su trayectoria profesional, una gran importancia a la integración entre arquitectura y naturaleza. Consideraba que toda habitación debería permitir ver el cielo. Lamentaba a menudo las limitaciones de la política urbanística predominante en el momento, que no permitía una amplitud de espacios como la que ella consideraba justa, oportuna y necesaria.
Siguiendo su línea teórica y práctica, en 1966 se encargó de un proyecto residencial de 346 viviendas en Badalona. También es la firmante de un conjunto residencial de lujo en el Prat de Llobregat.